# Tobias Helldén
Erik Tobias Helldén, tidigare Karlsson, född 14 januari 1989 i Öckerö, är en svensk före detta fotbollsspelare som spelade för Falkenbergs FF mellan 2011 och 2023. 

## Karriär
Helldén började spela fotboll i Hälsö BK som sexåring. Han lämnade Hälsö som 13-åring för Torslanda IK. Som 17-åring gick han till BK Häcken, där det blev ett års spel innan han återvände till Torslanda. Han debuterade som 19-åring i division 1. Helldén spelade i division 1 i tre år, men när klubben åkte ur Division 1 Södra 2010 kände han att det var dags att byta klubb.
I mars 2011 blev han klar för Falkenbergs FF. Under sin första säsong i klubben spelade fyra matcher från start samt gjorde 14 inhopp. Säsongen 2012 hade Helldén tagit en ordinarie plats i laget och spelade 22 matcher från start samt gjorde fem inhopp. Han gjorde även två mål, varav ett i derbyt mot Halmstads BK samt två assist. I december 2012 förlängde han sitt kontrakt med ytterligare tre år.
Säsongen 2013 spelade Helldén 29 matcher, samtliga från start. Falkenberg vann Superettan och kvalificerade sig för Allsvenskan för första gången. Han gjorde sin debut i Allsvenskan mot Malmö FF i premiären av säsongen 2014, en match som slutade med en 3–0-bortaförlust. Totalt spelade han 27 matcher samt gjorde två mål under sin första allsvenska säsong. Inför säsongen 2016 och 2017 förlängde han kontraktet med ett år i taget. I december 2017 förlängde han sitt kontrakt i klubben med två år. I december 2019 förlängde Helldén återigen sitt kontrakt med två år. I januari 2022 förlängde Helldén sitt kontrakt med ett år. I december 2022 signerade han ett nytt ettårskontrakt med Falkenbergs FF. Vid slutet av säsongen 2023 avslutade Helldén sin fotbollskarriär efter 13 år i Falkenbergs FF.